# 佐々木天晃
佐々木天晃（ささき たかみつ、1984年1月13日 - ）は、日本のラグビー選手。2015年現在、イーハトーブリーグの北上矢巾ブレイズラガーに所属する。

## プロフィール
- 岩手県出身[1]。
- ポジションはセンター(CTB)。
- 身長 180cm、体重 90kg

## 略歴
2002年、盛岡工業高校卒業後、東芝府中に加入。6シーズンプレーした。
2003年11月8日に行われたジャパンラグビートップリーグ第3節のワールドファイティングブル戦に先発出場で公式戦初出場を果たし、ジャパンラグビートップリーグ最年少出場記録を樹立した。
2008年、釜石シーウェイブスに加入。5シーズンプレーした。
2014年、北上矢巾ブレイズラガーに加入。